# Cantón de Nimes-6
El cantón de Nimes-6 era una división administrativa francesa, que estaba situada en el departamento de Gard y la región de Languedoc-Rosellón.

## Composición
El cantón estaba formado una fracción de la comuna que le daba su nombre:
- Nimes (fracción)

## Supresión del cantón de Nimes-6
En aplicación del Decreto n.º 2014-232 de 24 de febrero de 2014, el cantón de Nimes-6 fue suprimido el 22 de marzo de 2015 y la fracción de la comuna que le daba su nombre se unió con las demás para que, por medio de una reestructuración cantonal, fueran creados los nuevos cantones de Nimes-1, Nimes-2, Nimes-3 y Nimes-4.